# Христо Будов
Христо Будов или Будев (на гръцки: Χρήστος Μπούντας, Μπούντες, Христос Будас, Будес) е гръцки андартски капитан, действал в началото на XX век във Воденско.

## Биография
Христо Будов е роден във воденското село Владово, тогава в Османската империя, днес Аграс, Гърция. В 1904 година е привлечен като четник в чета на гръцката пропаганда, действаща срещу българските чети на ВМОРО. В 1905 година е в четата на Константинос Мазаракис. По-късно застава начело на собствена чета, която действа в Островско, Воденско, Мъглен и Ениджевардарско. Работи заедно с Неокосмос Григориадис. Участва в Балканската война като лейтенант.